# Essai sur la littérature anglaise
Essai sur la littérature anglaise et considérations sur le génie des hommes, des temps et des révolutions est un essai de François-René de Chateaubriand paru en 1836.

## Édition
Il paraît dans un premier temps chez C. Gosselin et Furne à Paris en 1836.
Une seconde édition paraît en 1837, un an après l'originale, chez Pourrat frères à Paris. 
L'essai reparaît dans une édition de Sébastien Baudoin en 2012, et traduit par Marika Piva chez Booktime (Milan) en 2010.